# Raoul Kohler
Raoul Kohler est un homme politique suisse, né le 8 décembre 1921 à Courrendlin dans le Canton du Jura et mort le 25 septembre 2013. Il est membre du Parti radical-démocratique.

## Biographie
Il a fréquenté l’École normale de Porrentruy, puis obtenu un brevet de maître scientifique aux Universités de Berne et de Neuchâtel et un diplôme de professeur de chant aux conservatoires de Bâle et de Berne.
Professeur à l’École secondaire de Courrendlin, puis au Progymnase français de Bienne, de 1947 à 1956, il a été nommé recteur du Progymnase de Bienne en 1956. Il a exercé cette fonction jusqu’en 1965, année où il devint conseiller municipal permanent, directeur de la Police et des Services industriels de la ville de Bienne. Député au Grand Conseil bernois de 1959 à 1971, il fut aussi conseiller national de 1971 à 1991.